# Eurinopsyche arborea
Eurinopsyche arborea är en insektsart som beskrevs av George Willis Kirkaldy 1913. Eurinopsyche arborea ingår i släktet Eurinopsyche och familjen lyktstritar. Inga underarter finns listade i Catalogue of Life.